# Josep Maria de Lasarte i de Janer
Josep Maria de Lasarte i de Janer (Barcelona, 19 de març de 1857-20 d'abril de 1921). Advocat, poeta, escriptor, autor teatral i periodista. Es va casar el 1890 amb Carme Karr i tingueren quatre fills: Montserrat, Joan de Lasarte i Karr, Paulina i Carme. Fou germà del pintor Erasme de Lasarte i de Janer, cosí del capità Julio de Lasarte Pessino i net de l'industrial Erasme de Janer i de Gònima.

## Biografia
Publicà aplecs de versos com "Regional" (1887), "Mocedades" (1888, compendi dels seus versos des de 1868, prologat per Valentí Almirall i amb biografia de l'autor per la seva amiga Elisa Ros de Jaramate) i "Divagacions" (1881, poesies catalanes, prologades per Frederic Soler). Deixà també obres teatrals com els drames en català "L'as d'oros" (1881), "El doctor Lorenzo" (estrenada al Teatre Novedades, en col·laboració amb Rossend Arús i Arderiu, 1886) i "Justícia catalana" (en vers en quatre actes, en col·laboració amb Rossend Arús i Arderiu, 1887), la sarsuela carnavalesca "Lo rei de la broma" (en 4 actes, amb música de F. Giralt, estrenada al Teatre Romea el 1881), la polka Avant i una traducció al català en vers decasíl·lab i alexandrí d'Àjax de Sòfocles (1879).
Col·laborà a Las Circunstancias de Reus, El Diluvio de Barcelona (entre 1878 i 1886, diari dirigit pel seu oncle Manuel de Lasarte i Rodríguez-Cardoso) i La Imprenta de Barcelona (dirigit pel seu cosí Manuel Patxot de Lasarte). Dirigí l'efímera La Revista.
Francmaçó de la Lògia "Verdad" amb el nom Ausias March; fou mestre fundador de la Lògia Cap "Avant", 149 del 0, col·laborant en el Diccionario enciclopédico de la masonería (Habana: La Propaganda Literaria, 1883, per Luis Ricardo Fors i Lorenzo Frau). Va ser un dels fundadors del Centre Català, l'Ateneu Lliure i l'Estrany Club (societat de gimnàs i esbarjo).
Va estar ingressat diverses temporades a l'Institut Pere Mata de Reus, a causa d'una forta depressió.